# Analog Devices
Analog Devices, Inc. (skrótowiec: ADI) – amerykański producent układów półprzewodnikowych, notowany na New York Stock Exchange. 
Specjalizuje się w przetwornikach analogowo-cyfrowych i cyfrowo-analogowych, mikroukładach elektromechanicznych oraz procesorach sygnałowych dla klientów indywidualnych i przemysłu. Swoje układy produkuje w technice 0,09–3 μm. W roku 2005 spółka zatrudniała 8800 pracowników na całym świecie i osiągnęła przychód 2,4 miliarda dolarów, przy łącznej sprzedaży na sumę 26 miliardów dolarów.

## Historia
Analog Devices jest jedną z najdłużej istniejących firm przemysłu półprzewodnikowego na świecie. Została założona przez Raya Statę i Matthew Lorbera w 1965. Stata bierze czynny udział w rozwoju firmy aż do dziś. 11 marca 1969 roku odbyła się pierwsza oferta publiczna; Analog Devices stał się spółką zarządzaną publicznie. W 1979 roku kompania pojawiła się na New York Stock Exchange. W sierpniu 1990 firma Analog Devices kupiła Precision Monolithics, Inc.
W lipcu 2016 roku firmy Analog Technology oraz Linear Technology uzgodniły, że Analog przejmie Linear za około 14,8 mld dolarów.
Obecnie stanowisko dyrektora naczelnego oraz prezesa piastuje Jerald G. Fishman, natomiast przewodniczącym jest Ray Stata. Siedzibą główną firmy jest Norwood w stanie Massachusetts.

## Produkty
Analog Devices ma w swojej ofercie szeroki wachlarz przyrządów półprzewodnikowych:
- przetworniki analogowo-cyfrowe
- przetworniki cyfrowo-analogowe
- mikroukłady elektromechaniczne
- procesory sygnałowe
- urządzenia do odbioru i wysyłania sygnału o częstotliwości radiowej
- urządzenia zarządzające poborem mocy
- urządzenia audio i wideo
- wzmacniacze
- komparatory
- światłowody
- czujniki